# Coalition violette

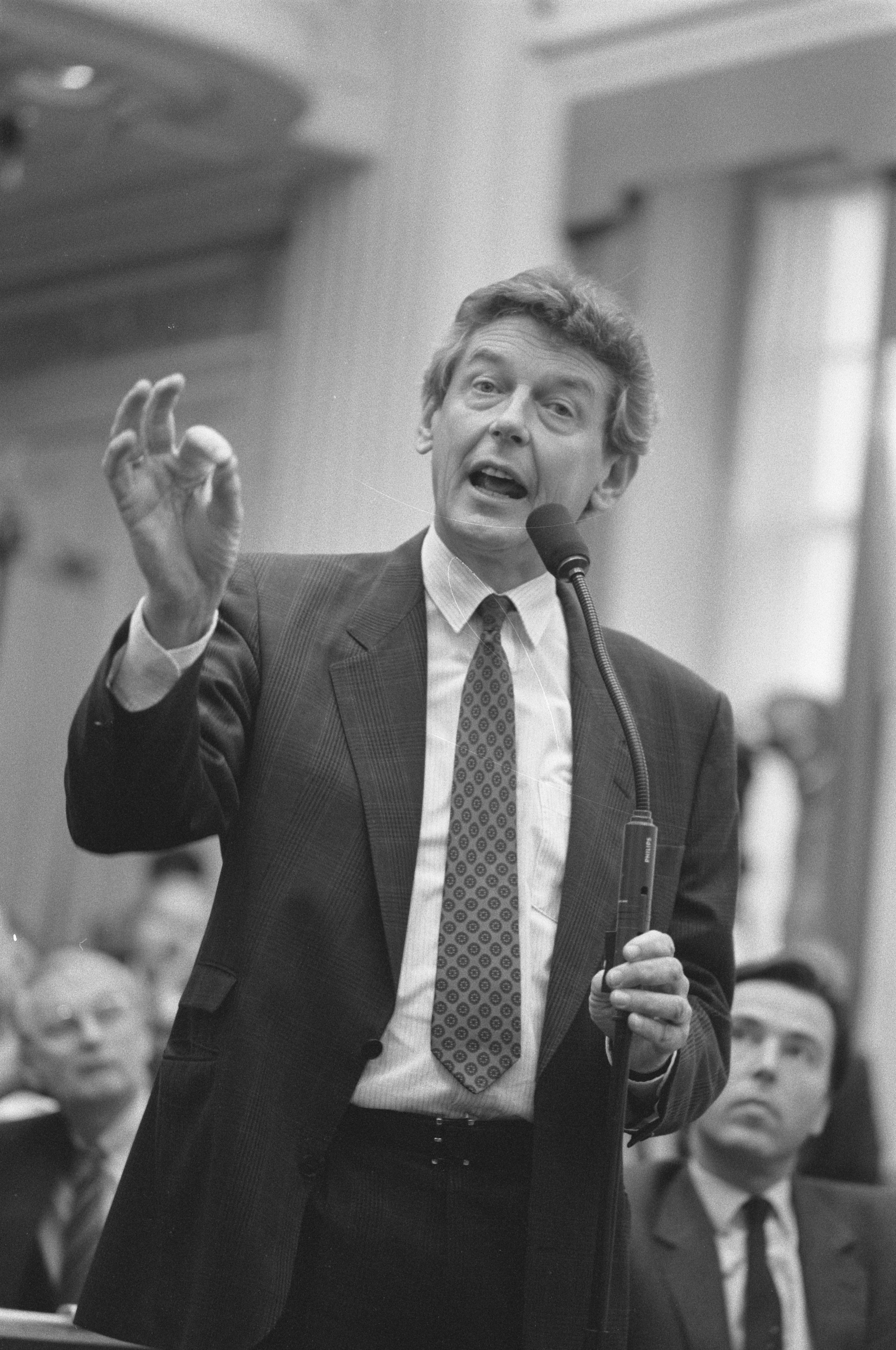
Wim Kok, premier et seul dirigeant à ce jour d'une coalition violette.

Coalition violette pendant la 30e législature de la Seconde chambre

Aux Pays-Bas, une coalition violette (Paars kabinet, en néerlandais) désigne un gouvernement de coalition de centre gauche, réunissant le Parti du travail (PvdA, social-démocrate), le Parti populaire libéral et démocrate (VVD, libéral) et les Démocrates 66 (D'66, social-libéral).
La coalition tire son nom du fait que la couleur traditionnel du PvdA est le rouge et celle du VVD le bleu.

## Historique

### Au pouvoir entre 1994 et 2002
Après les élections législatives du 3 mai 1994, la « grande coalition » réunissant l'Appel chrétien-démocrate (CDA) et le PvdA perd sa majorité absolue à la seconde Chambre. Pour la première fois depuis le scrutin de 1982, les travaillistes arrivent en tête. 
À peine trois jours plus tard, apparaît la faisabilité d'une coalition majoritaire, réunissant le PvdA, le VVD et les D'66, forte de 92 sièges sur 150. L'informateur travailliste, Herman Tjeenk Willink, constate dans sa mission que toute autre alliance est infaisable, son parti refusant l'alliance avec les libéraux et les chrétiens-démocrates, de même que les sociaux-libéraux, tandis que le CDA ne veut pas d'une coalition avec le VVD et le PvdA. Finalement, le 7 juillet, deux mois après l'élection, Wim Kok, chef politique des travaillistes et ministre des Finances sortant, est nommé « formateur ». Il lui faut encore un mois et demi pour constituer formellement sa coalition, qui entre en fonction le 22 août.
Aux élections législatives du 6 mai 1998, l'alliance se renforce avec 97 sièges. Les négociations, menées par Kok à partir du 19 juillet, permettent, le 3 août, sa reconduction au pouvoir. N'ayant conservé que 54 députés sur 150 aux élections législatives de 2002, les travaillistes chutant en quatrième position, elle ne peut être maintenue et cède la place à une alliance de droite sous l'égide du CDA.

### L'échec de la coalition violette élargie en 2010
À l'issue des élections législatives anticipées du 9 juin 2010, aucune majorité nette ne se dégage. Le PvdA refusant toute coalition gouvernementale avec le VVD et le CDA, il est un temps envisagé de former une « coalition violette élargie » (Paars Plus), qui réunirait les trois partis habituels ainsi que la Gauche verte (GL). Au bout de deux semaines de négociations, en juillet, les informateurs constatent l'impossibilité d'une telle alliance.